# Сеидов, Кянан Алигусейн оглы
Кянан Алигусейн оглы Сеидов (азерб. Kənan Əlihüseyn oğlu Seyidov, род. 23 декабря 1974, Бахрамтепе, Имишлинский район) — азербайджанский военный деятель, генерал-майор Вооружённых сил Азербайджана, бывший заместитель командующего Силами специального назначения Азербайджана и командир 5-го армейского корпуса. С июля 2024 года командующий Отдельной общевойсковой армией. Участник боевых действий в Нагорном Карабахе в апреле 2016 года и Второй карабахской войны. Герой Отечественной войны (2020).

## Биография
Кянан Алигусейн оглы Сеидов родился 1 мая 1974 года в посёлке Бахрамтепе Имишлинского района Азербайджанской ССР.
Кянан Алигусейн оглы Сеидов служил в Силах специального назначения Министерства обороны Азербайджанской Республики. Являлся заместителем командующего Силами специального назначения Азербайджана Хикмета Мирзаева. Участвовал в боевых действиях в Нагорном Карабахе в начале апреля 2016 года, в ходе которых получил ранение, и Второй карабахской войне.
В июле 2021 года распоряжением президента Азербайджана был назначен командиром 5-го армейского корпуса. В августе 2022 года доложил президенту Азербайджана о взятии Вооружёнными силами Азербайджана под контроль города Лачын.

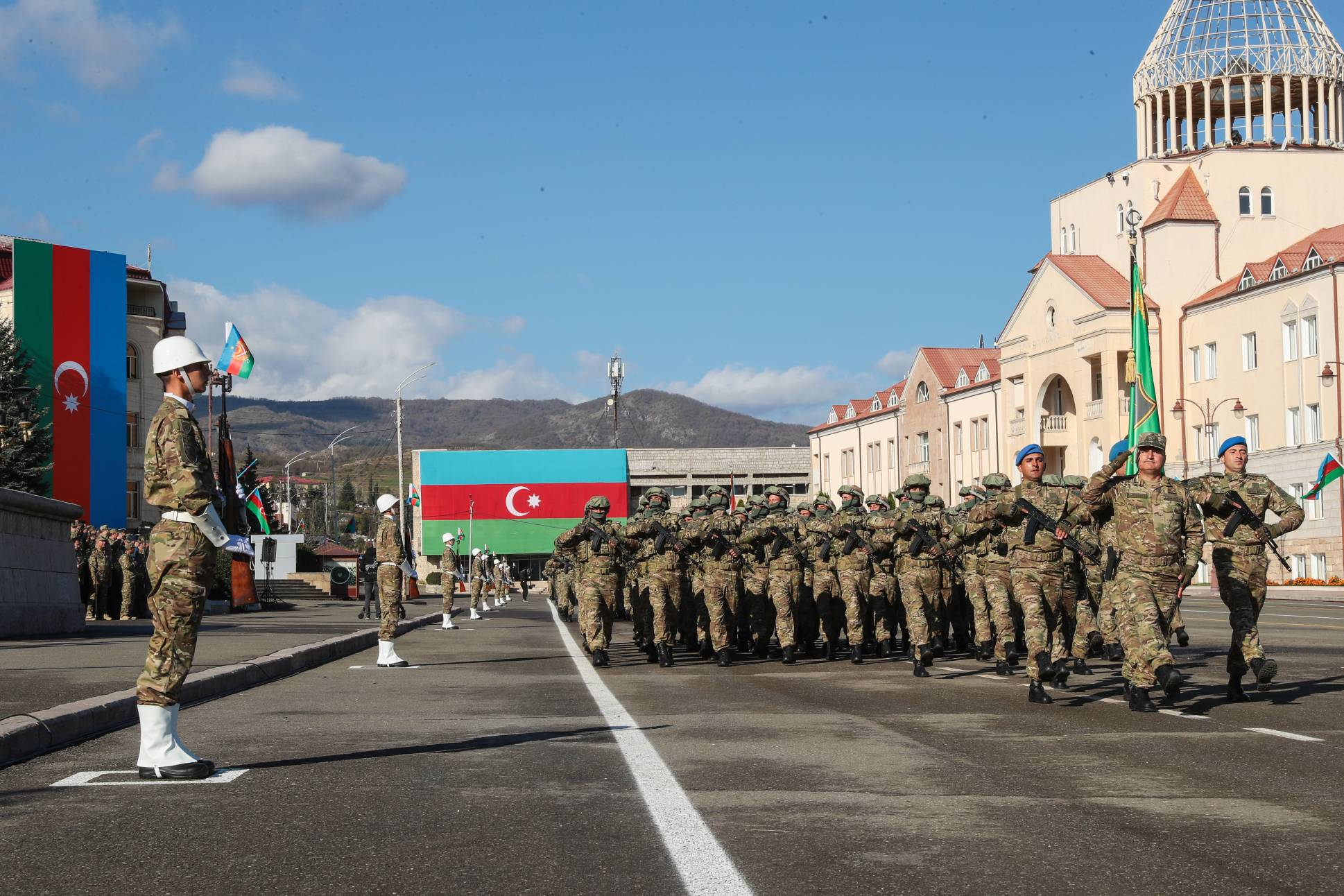
Генерал-майор Кянан Сеидов во главе парадного расчёта 5-го армейского корпуса во время военного парада в Ханкенди. 8 ноября 2023 года

8 ноября 2023 года возглавлял парадный расчёт 5-го армейского корпуса во время военного парада в Ханкенди, приуроченного к третьей годовщине победы Азербайджана во Второй карабахской войне.
В июле 2024 года распоряжением президента Азербайджана генерал-майор Кянан Сеидов был назначен командующим Отдельной общевойсковой армией.

## Воинские звания
В 2014 году майору Кянану Алигусейн оглы Сеидову было присвоено звание полковник-лейтенанта.
20 ноября 2020 года распоряжением президента Азербайджана Ильхама Алиева № 2300 полковнику Кянану Алигусейн оглы Сеидову было присвоено звание генерала-майора.

## Награды
24 июня 2003 года «за особые заслуги по защите независимости и территориальной целостности Азербайджанской Республики, а также за отличие при выполнении служебных обязанностей и задач, возложенных на воинскую часть» капитан Кянан Алигусейн оглы Сеидов указом президента Азербайджанской Республики Гейдара Алиева № 887 был награждён орденом «Азербайджанское знамя».
24 июня 2014 года распоряжением президента Азербайджана Ильхама Алиева № 575 полковник-лейтенант Кянан Алигусейн оглы Сеидов «за особые заслуги по защите независимости и территориальной целостности Азербайджанской Республики, за отличие при выполнении служебных обязанностей и задач, возложенных на воинскую часть, а также за заслуги в области военного образования» был награждён медалью «За Родину».
19 апреля 2016 года распоряжением президента Азербайджана Ильхама Алиева № 1967 полковник-лейтенант Кянан Алигусейн оглы Сеидов «за особые заслуги по защите независимости и территориальной целостности Азербайджанской Республики, а также за отличие при выполнении задач, возложенных на Вооружённые силы» был награждён медалью «За отвагу».
9 декабря 2020 года распоряжением президента Азербайджана Ильхама Алиева генералу-майору Кянану Алигусейн оглы Сеидову «за особые заслуги в восстановлении территориальной целостности Азербайджанской Республики и образцы героизма, проявленные при выполнении боевого задания по уничтожению врага во время освобождения оккупированных территорий, а также за отвагу и мужество при выполнении обязанностей военной службы» было присвоено звание Герой Отечественной войны.
24 декабря 2020 года распоряжением президента Азербайджанской Республики Ильхама Алиева генерал-майор Кянан Алигусейн оглы Сеидов «за личную доблесть и отвагу, продемонстрированную при участии в боевых операциях за освобождение от оккупации Джебраильского района Азербайджанской Республики» был награждён медалью «За освобождение Джебраила».
25 декабря 2020 года распоряжением президента Азербайджанской Республики Ильхама Алиева генерал-майор Кянан Алигусейн оглы Сеидов «за личную доблесть и отвагу, продемонстрированную при участии в боевых операциях за освобождение от оккупации Физулинского района Азербайджанской Республики» был награждён медалью «За освобождение Физули».
29 декабря 2020 года распоряжением президента Азербайджанской Республики Ильхама Алиева генерал-майор Кянан Алигусейн оглы Сеидов «за личную доблесть и отвагу, продемонстрированную при участии в боевых операциях за освобождение от оккупации города Шуша Азербайджанской Республики» был награждён медалью «За освобождение Шуши».
24 июня 2021 года распоряжением президента Азербайджанской Республики Ильхама Алиева генерал-майор Кянан Алигусейн оглы Сеидов «за особые заслуги в деле защиты независимости и территориальной целостности Азербайджанской Республики, а также за отличие при выполнении своих служебных обязанностей и задач, возложенных на воинскую часть» был награждён орденом «За службу Отечеству» III степени.
7 ноября 2023 года распоряжением президента Азербайджанской Республики Ильхама Алиева генерал-майор Кянан Алигусейн оглы Сеидов «за проявленные высокий профессионализм, храбрость и мужество в обеспечении территориальной целостности Азербайджанской Республики, а также за отличие при выполнении своих служебных обязанностей и задач, возложенных на воинскую часть» был награждён медалью «За военные заслуги».